# Sèvres – Babylone
Sèvres - Babylone – stacja 10 i 12 linii metra w Paryżu. Stacja znajduje się na granicy 6. i 7. dzielnicy Paryża. Na linii nr 10 stacja została otwarta 30 grudnia 1923 r, a na linii nr 12 - 5 listopada 1910.

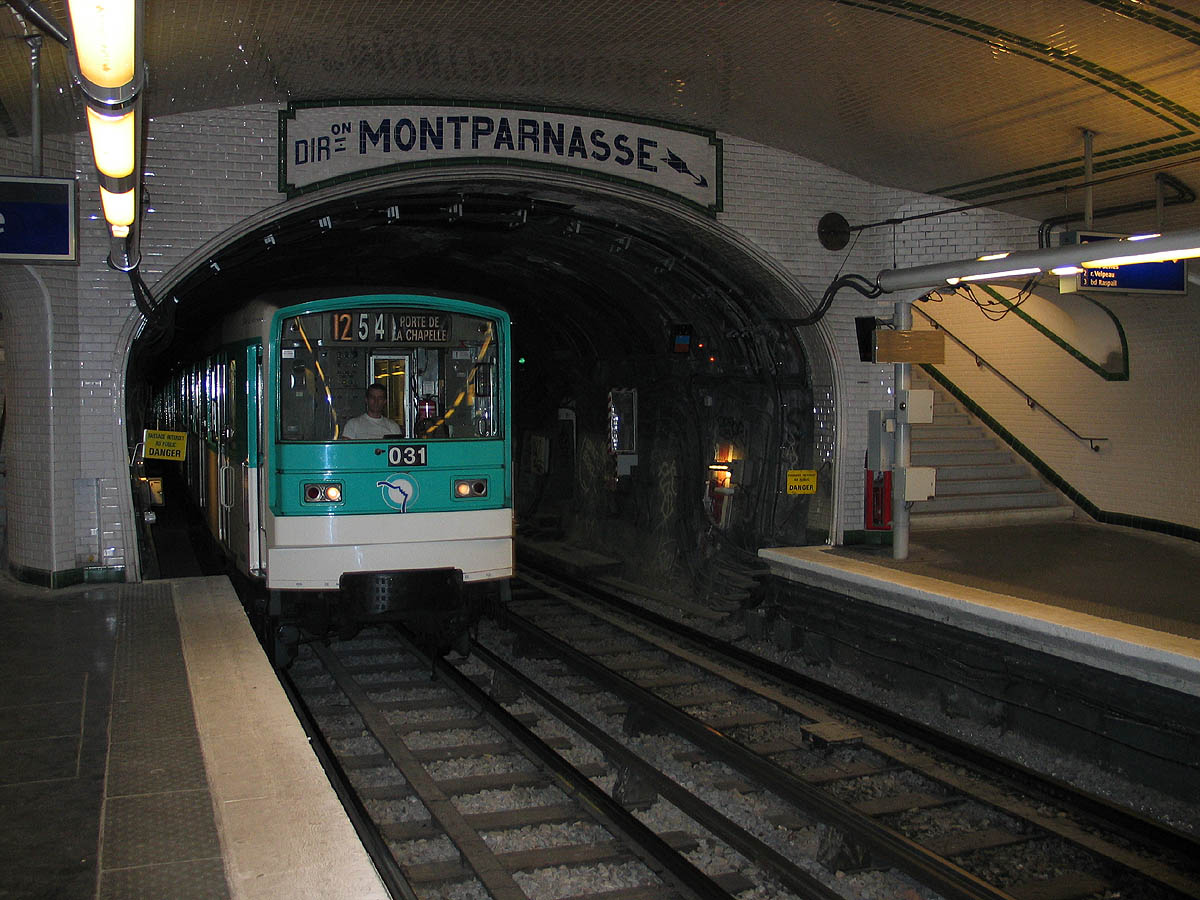
Perony stacji na linii nr 12
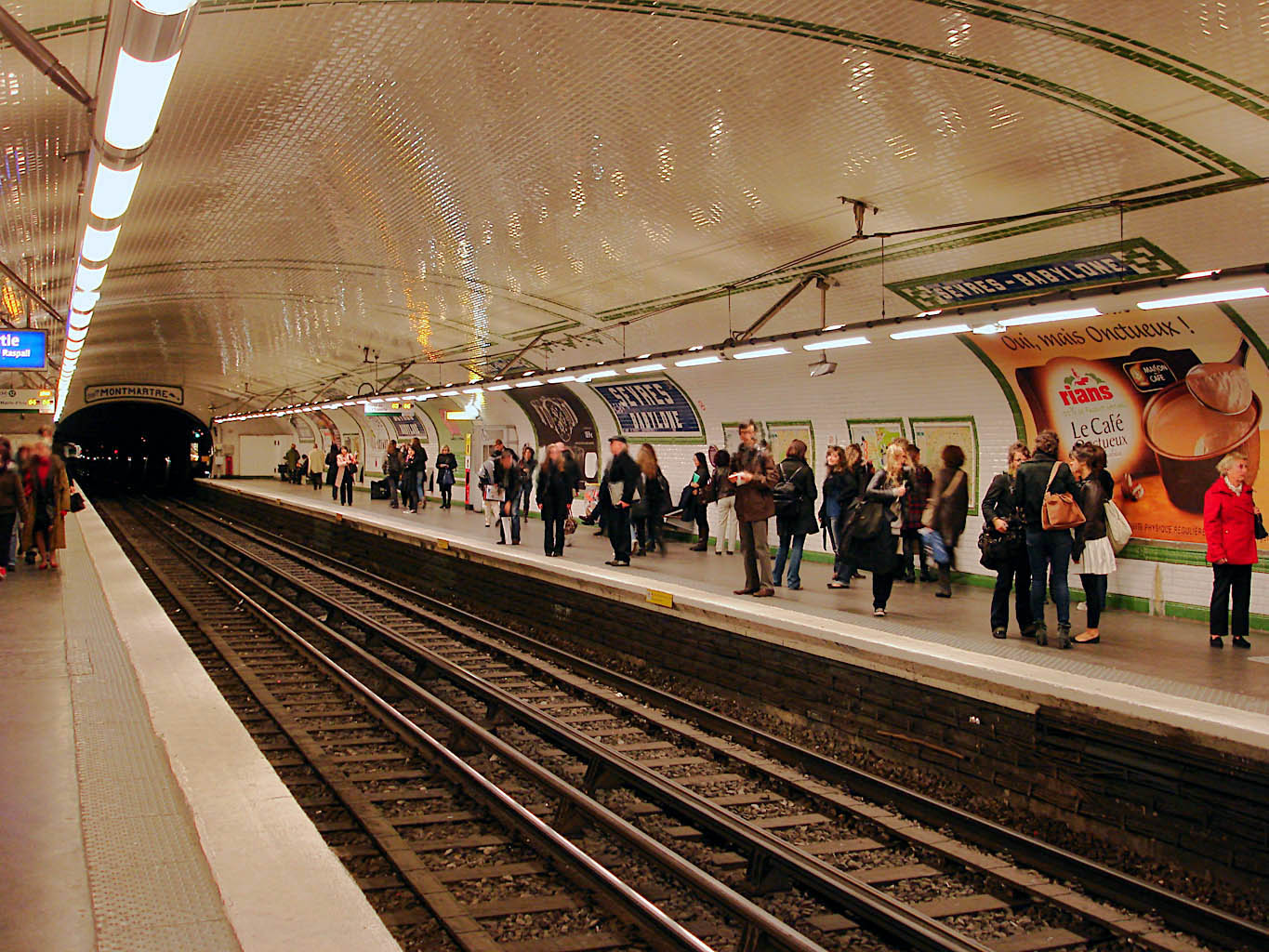
Perony stacji na linii nr 12